# Васко да Гама
Ва́ско да Га́ма (португальское произношение Ва́шку да Га́ма, порт. Vasco da Gama [ˈvaʃku ðɐ ˈɣɐ̃mɐ]; 29 сентября 1460, по другим данным 1469 — 24 декабря 1524) — португальский мореплаватель эпохи Великих географических открытий. Командующий экспедицией, которая впервые в истории прошла морским путём из Европы в Индию. Граф Видигейра (с 1519 года). Губернатор Португальской Индии, вице-король Индии (1524).

## Происхождение
Васко да Гама родился в 1469 году в семье алькайда города Синиш, португальского рыцаря Эштевана да Гама (1430—1499) и Изабель Содре (порт. Isabel Sodré). Васко да Гама был третьим из пяти сыновей Эштевана да Гама и Изабель Содре (в предполагаемом порядке старшинства): Паулу да Гама, который тоже впоследствии участвовал в плавании в Индию вместе с Васко, Жуан Содре (взявший фамилию матери), Васко да Гама, Педро да Гама и Эйрес да Гама.
Известно также о единственной дочери Эштевана и Изабель — Терезе да Гама. Род да Гама был довольно древним и заслуженным — так, один из предков Васко, Алвару Анниш да Гама, служил королю Афонсу III во время Реконкисты и, отличившись в боях с маврами, получил рыцарское звание. Отец Васко дон Эштеван в молодости служил при дворе Фернанду, герцога Визеу, и был членом рыцарского Ордена Сантьяго.

## Молодые годы
В 1480-х годах вместе с братьями Васко да Гама сам вступил в Орден Сантьяго. Португальские историки предполагают, что образование и знания о математике, навигации и астрономии Васко да Гама получил в Эворе. Среди его учителей, вероятно, был Авраам Закуто. Васко с молодых лет участвовал в морских сражениях. Когда в 1492 году французские корсары захватили португальскую каравеллу с золотом, шедшую из Гвинеи в Португалию, король поручил ему пройти вдоль французского побережья и захватить все французские суда на рейдах. Молодой дворянин выполнил это поручение весьма быстро и эффективно, после чего королю Франции пришлось вернуть захваченное судно. Именно тогда о Васко да Гаме услышали впервые.

## Предшественники Васко да Гамы
Поиск морского пути в Индию был для Португалии, по сути, задачей века. Страна, расположенная в стороне от главных торговых маршрутов того времени, не могла с большой выгодой для себя участвовать в мировой торговле. Экспорт был невелик, а ценные товары Востока, такие как пряности, португальцам приходилось покупать по очень высоким ценам, тогда как страна после Реконкисты и войн с Кастилией была бедна и не имела для этого финансовых возможностей.
Однако географическое положение Португалии весьма благоприятствовало открытиям на западном берегу Африки и попыткам найти морской путь в «страну пряностей».
Эту идею начал претворять в жизнь португальский инфант Энрике, вошедший в историю как Генрих Мореплаватель. После захвата Сеуты в 1415 году Энрике начал одну за другой отправлять морские экспедиции к югу вдоль африканского берега. Продвигаясь все дальше и дальше, они привозили золото и рабов с гвинейского побережья, создавали на открытых землях опорные пункты.
Генрих Мореплаватель умер в 1460 году. К тому времени корабли португальцев, несмотря на все успехи, не достигли даже экватора, а после смерти Энрике экспедиции на какое-то время прекратились. Однако после 1470 года интерес к ним вновь возрос, были достигнуты острова Сан-Томе и Принсипи, а в 1482—1486 годы Диогу Кан открыл для европейцев большой отрезок африканского побережья к югу от экватора. 
В 1487 году Жуан II направил по суше двух офицеров, Перу да Ковильяна и Афонсу ди Пайву, на поиски «страны пряностей» и пресвитера Иоанна, легендарного правителя якобы существующего могущественного христианского государства в Центральной Азии. Ковильяну удалось достичь Индии, однако на обратном пути, узнав о том, что его спутник погиб в Эфиопии, он направился туда и был задержан там по приказу императора. Ковильян всё же сумел передать на родину отчёт о своём путешествии, в котором подтвердил, что вполне реально достичь Индии по морю, обогнув Африку.
Почти в то же время Бартоломеу Диаш открыл мыс Доброй Надежды, обогнул Африку и вышел в Индийский океан, окончательно доказав тем самым, что Африка не простирается до самого полюса, как полагали древние учёные. Матросы флотилии Диаша, однако, отказались плыть дальше, из-за чего мореплаватель не сумел достичь Индии и вынужден был вернуться в Португалию.
Основываясь на открытиях Диаша и сведениях, присланных Ковильяном, король собирался отправить новую экспедицию. Однако за последующие несколько лет она так и не была полностью снаряжена, возможно, потому что внезапная гибель в результате несчастного случая любимого сына короля, наследника престола, ввергла его в глубокое горе и отвлекла от государственных дел; и только после смерти Жуана II в 1495 году, когда на престол вступил Мануэл I, продолжилась серьёзная подготовка новой морской экспедиции в Индию.

## Подготовка к экспедиции
Экспедиция была тщательно подготовлена. Специально для неё ещё при жизни короля Жуана II под руководством опытного тайного посла Бартоломеу Диаша, который ранее разведал путь вокруг Африки и знал, какой конструкции нужны суда для плавания в тех водах, были построены четыре корабля. «Сан-Габриэл» (флагманский корабль, капитан Гонсалу Алвариш) и «Сан-Рафаэл» под командованием брата Васко да Гамы, Паулу, представлявшие собой так называемые «нау» — крупные трёхмачтовые корабли водоизмещением 120—150 тонн, с четырёхугольными парусами; более лёгкая и манёвренная каравелла «Берриу» с косыми парусами (капитан — Николау Коэльо) и транспортное судно для перевозки припасов под командованием Гонсалу Нуниша. В распоряжении экспедиции были лучшие карты и навигационные приборы. Главным штурманом был назначен выдающийся моряк Перу Аленкер, ранее плававший к мысу Доброй Надежды с Диашем. В плаванье отправлялись не только моряки, но и священник, писарь, астроном, а также несколько переводчиков, знающих арабский и туземные языки экваториальной Африки. Общая численность экипажа, по разным оценкам, составляла от 100 до 170 человек. 10 из них являлись осуждёнными преступниками, которых предполагалось использовать для самых опасных поручений.
Учитывая то, что плавание должно было продлиться много месяцев, в трюмы кораблей постарались загрузить как можно больше питьевой воды и провизии. Рацион матросов был стандартным для дальних плаваний того времени: основу питания составляли сухари и каша из гороха или чечевицы. Также каждому участнику в день полагалось полфунта солонины (в постные дни заменялась рыбой, которую ловили по пути), 1,25 литра воды и две кружки вина, немного уксуса и оливкового масла. Иногда, чтобы разнообразить питание, выдавались лук, чеснок, сыр и чернослив.
Кроме казённого довольствия, каждому матросу полагалось жалование — по 5 крузаду за каждый месяц плавания, а также право на определённую долю в добыче. Офицеры и штурманы, разумеется, получали намного больше.
С максимальной серьёзностью португальцы отнеслись к вопросу вооружения экипажа. Моряки флотилии были вооружены разнообразным холодным клинковым оружием, пиками, алебардами и мощными арбалетами, носили в качестве защиты кожаные нагрудники, а офицеры и часть солдат имели металлические кирасы. О наличии какого-либо стрелкового оружия не упоминалось, а вот артиллерией армада была снабжена превосходно: даже на небольшом «Берриу» было размещено 12 пушек, «Сан-Габриэл» и «Сан Рафаэл» же несли по 20 тяжёлых орудий, не считая фальконетов.

## Первое плавание в Индию (1497—1499)

### На пути к Мысу Доброй Надежды
8 июля 1497 года армада торжественно выплыла из Лиссабона. Вскоре корабли португальцев достигли Канарских островов, принадлежащих Кастилии, но Васко да Гама приказал обойти их стороной, не желая выдавать конкурентам, испанцам, цель экспедиции. Короткая остановка была сделана на принадлежащих Португалии островах, где флотилия смогла пополнить запасы. Где-то близ берегов Сьерра-Леоне Гама по совету Бартоломеу Диаша (чей корабль первое время плыл с эскадрой, а затем направился к крепости Сан-Жоржи-да-Мина на гвинейском побережье), чтобы избежать встречных ветров и течений у берегов Экваториальной и Южной Африки, двинулся на юго-запад и углубился в Атлантический океан, лишь после экватора повернув снова на юго-восток. Прошло более трёх месяцев, прежде чем португальцы вновь увидели землю.
4 ноября корабли причалили к бухте, позже ими названной бухтой Святой Елены. Здесь Васко да Гама приказал остановиться для ремонта, однако португальцы вскоре вступили в конфликт с местными жителями, и произошло вооружённое столкновение. Серьёзных потерь хорошо подготовленные моряки не понесли, однако стрелой в ногу был ранен сам Васко да Гама. Значительно позже этот эпизод весьма подробно описал Камоэнс в своей поэме «Лузиады».
В конце ноября флотилия после многодневного шторма с большим трудом обогнула мыс Доброй Надежды, после чего пришлось остановиться для ремонта в бухте Мосселбай. Грузовое судно было повреждено так сильно, что ремонту уже не подлежало, и поэтому (а также потому, что к тому времени часть моряков экспедиции погибла от цинги и людей для продолжения плавания на всех четырёх кораблях не хватало) было решено его сжечь. Члены экипажа судна перегрузили припасы и сами перешли на другие три корабля. Здесь же, встретив туземцев, португальцы смогли приобрести у них провиант и украшения из слоновой кости в обмен на взятые с собой товары. Затем флотилия двинулась дальше на северо-восток вдоль африканского побережья.
15 декабря 1497 года португальцы миновали последний падран, поставленный Диашем. На Рождество, 25 декабря, да Гама и его команда дали побережью, мимо которого они проходили, название Натал, что в переводе с португальского и означает «Рождество». В течение следующего месяца плавание продолжалось без происшествий, не считая того, что дважды суда останавливались для ремонта и пополнения припасов.

### Остров Мозамбик и Момбаса
Обогнув мыс доброй Надежды, португальцы вторглись в территории, которые на протяжении нескольких сотен лет были частью торговых маршрутов Индийского океана. Арабские торговцы повсеместно присутствовали на юго-восточном побережье Африки. Они обладали политическим и экономическим влиянием на местных султанов. Васко да Гама получил аудиенцию у местного султана Мозамбика, но товары, которые португальцы могли предложить, не понравились местным торговцам. Сами же португальцы вызвали подозрение у султана, и Васко да Гама пришлось в спешке отплывать. Обиженный на негостеприимство, Васко да Гама приказал обстрелять из пушек прибрежные селения. В районе современной Кении экспедиция прибегла к пиратству, грабя арабские торговые корабли, которые, как правило, представляли собой невооруженные торговые суда без тяжёлых пушек. В начале апреля флотилия подошла к портовому городу Момбаса. Но европейцев и там приняли враждебно, поэтому им пришлось вскоре покинуть город.

### Малинди
Продолжая путь вдоль побережья Африки, Васко да Гама вскоре достиг Малинди. Местный шейх дружелюбно встретил Васко да Гаму, так как сам враждовал с Момбасой. Он заключил с португальцами союз против общего врага. В Малинди португальцы впервые встретили индийских купцов. Понимая, что теперь надлежало пуститься через неведомый доселе Индийский океан, Васко да Гама попытался нанять в Малинди опытного лоцмана. С большим трудом с помощью правителя Малинди лоцман был найден.
Вопрос о личности лоцмана, сопровождавшего экспедицию, в историографии носит отчасти политизированный характер.
Советский учёный-арабист (Шумовский Т. А.) обнаружил совпадение имён, множества деталей и т. д. между малоизвестной тогда арабской рукописью и судовым журналом и письмами Васко да Гама. Автором арабской рукописи являлся известный арабский картограф и учёный Ахмад ибн Маджид. С данным открытием согласились (и соглашаются) многие зарубежные историки.
В то же время, на сугубо научный вопрос — являлся ли Ахмад ибн Маджид лоцманом экспедиции существенно влияют некоторые общественные факторы. В частности: а) оспаривание любых достижений советской науки (открытие было сделано в разгар холодной войны; б) престиж научных школ в странах, известных исследованиями истории арабского Востока; в) неприятие в политической сфере некоторых деталей сочинения Ахмада ибн Маджида (в частности, проклинавшего день, когда он нанялся лоцманом к «франкам»), и т. д. Таким образом, существует группа историков, сомневающихся в том, что Ахмад ибн Маджид мог быть лоцманом Васко Да Гамы.
Лоцман взял курс на северо-восток и, пользуясь попутным муссоном, довёл суда до Индии. К вечеру 20 мая 1498 года португальские суда остановились на рейде против города Каликут (ныне Кожикоде).

### Каликут, Индия
Заморин Каликута встретил португальцев с почётом — военным парадом 3000 солдат, и удостоил Васко да Гама аудиенцией. Васко да Гама передал заморину подарки, которые, однако, не произвели впечатления на него. Мусульманские торговцы, бывшие при дворе заморина, указали, что подарки недостойны европейского правителя, а Васко да Гама похож больше на пирата, чем на королевского посла. Португальцы получили разрешение заморина на открытие торговой фактории, но их товары продавались плохо. С индийцами возникли споры по поводу пошлин, оплату которых те требовали с португальцев. Разочарованный, Васко да Гама отплыл из Кожикоде, силой прихватив с собой около двух десятков рыбаков.

### Возвращение в Португалию
На обратном пути португальцы захватили несколько торговых судов. В свою очередь, правитель Гоа хотел заманить и захватить эскадру, чтобы использовать суда в борьбе с соседями. Приходилось отбиваться от пиратов. Трёхмесячный путь к берегам Африки сопровождали жара и болезни экипажей. И только 2 января 1499 года моряки увидели богатый город Могадишо. Не решаясь высадиться с немногочисленной измученной лишениями командой, да Гама приказал «для острастки» обстрелять город из бомбард.
7 января мореплаватели прибыли в Малинди, где за пять дней благодаря хорошей пище и фруктам, предоставленным шейхом, моряки окрепли. Но всё равно экипажи так уменьшились, что 13 января на стоянке южнее Момбасы пришлось сжечь одно из судов. 28 января миновали остров Занзибар, 1 февраля сделали остановку у Мозамбика, 20 марта вновь обогнули мыс Доброй Надежды. 16 апреля попутный ветер донёс суда до островов Зелёного Мыса. Оттуда Васко да Гама послал вперёд корабль, который 10 июля доставил в Португалию весть об успехе экспедиции. Сам капитан-командир задержался из-за болезни брата — Паулу да Гама. В августе или в сентябре 1499 года Васко да Гама торжественно вернулся в Лиссабон. Возвратились лишь два судна и 55 человек. Тем не менее, с финансовой точки зрения, экспедиция Васко да Гама не стала убыточной.

## Между первым и вторым плаванием в Индию (1499—1502)
Король по возвращении присвоил Васко да Гаме титул «дон», как представителю знати, и пенсию в 1000 крузаду. Однако тот добивался, чтобы его сделали сеньором города Синиша. Так как дело затянулось, король задобрил честолюбивого путешественника увеличением пенсии, а в 1502 году, перед вторым плаванием, присвоил титул «Адмирала Индийского океана», со всеми почестями и привилегиями. Патронаж над городом Синиш осуществлял Орден Сантьяго. Орден возражал, несмотря на волю короля, против того, чтобы Васко да Гама стал сеньором Синиша. Ситуация была обидной для Васко да Гама, который был рыцарем этого ордена. В 1507 году, окончательно разругавшись с Орденом Сантьяго по поводу Синиша, Васко да Гама присоединился к его конкуренту, вступив в Орден Христа.
Вскоре после возвращения из плавания в Индию Васко да Гама женился на Катарине ди Атаиди, дочери алкайда Алвора. Жена да Гама принадлежала к известной семье Алмейда, Франсишку ди Алмейда приходился ей двоюродным братом.

## Второе плавание в Индию (1502—1503)
Сразу после открытия морского пути в Индию португальское королевство стало организовывать ежегодные экспедиции в Индию. Экспедиция 1500 года (2-я Индийская армада Португалии), возглавлявшаяся Педру Алвариш Кабралом, заключила торговый договор с заморином Каликута и основала там торговую факторию. Но португальцы вступили в конфликт с арабскими купцами Каликута, фактория была сожжена, и Кабрал отплыл из города, обстреляв его из пушек. Недолговременный союз с Каликутом сменился войной.
Чтобы основать в Индии долговременные укрепления и подчинить страну, в 1502 году король Мануэл направил эскадру во главе с Васко да Гамой. В экспедицию отправилось двадцать судов, из которых адмирал Индийского океана командовал десятью; пять должны были препятствовать арабской морской торговле в Индийском океане, а ещё пять, под командой племянника адмирала, Эштевана да Гама, предназначались для охраны торговых факторий. Экспедиция выступила 10 февраля 1502 года.
По пути Васко да Гама основал форты и фактории в Софале и Мозамбике, покорил арабского эмира Килвы и наложил на него дань. Начиная жестокими мерами борьбу с арабским судоходством, он приказал сжечь арабское судно со всеми пассажирами-паломниками у Малабарского берега.
Вот как об этом повествует Гаспар Коррейра: «Португальцы отправились туда на лодках и целый день возили оттуда грузы на португальские корабли, пока не опустошили весь корабль. Капитан-командир запретил привозить с корабля мавров и потом велел сжечь корабль. Когда капитан корабля узнал об этом, он сказал:
— Господин, ты не выиграешь ничего, убив нас, прикажи заковать нас в кандалы и отвезти в Каликут. Если мы не нагрузим твоих кораблей бесплатно перцем и другими пряностями, сожги нас. Подумай, ты теряешь такие богатства из-за желания нас убить. Помни, что даже на войне щадят тех, кто сдаётся, а мы ведь не сопротивлялись вам, примени же к нам правила великодушия.
А капитан-командир ответил:
— Тебя сожгут живьем, ничто не остановило бы меня предать тебя сотне смертей, если бы я мог это сделать. <…>
Многие женщины метались, поднимая на руки своих маленьких детей, и, протягивая их к нам, старались возбудить в нас жалость к этим невинным.»
Вот как заключает Гаспар Коррейра свой рассказ: «Мавры плавали вокруг, а наши преследовали их на шлюпках и убивали копьями. Случилось так, что мавр, плывший в воде, нашёл в воде копьё. Он поднялся над водой насколько мог и швырнул копьё в лодку. Копьё пронзило и убило одного матроса. Это показалось мне замечательным случаем. Я записал его».
В октябре 1502 года флот прибыл в Каннанур. Местный раджа торжественно встретил португальцев и разрешил построить большую факторию. Загрузив суда пряностями, адмирал направился к Каликуту. Здесь он действовал решительно и жестоко. Несмотря на обещания заморина возместить убытки и сообщение об аресте виновников нападений на португальцев, адмирал захватил стоявшие в порту суда и обстрелял город, превратив его в развалины. Он приказал повесить на мачтах захваченных индийцев, отправил на берег заморину отрубленные у несчастных руки, ноги и головы, а тела выбросил за борт, чтобы их вынесло на берег.
Гаспар Коррейра так рассказывает об этом: «Когда так поступили со всеми индусами, он приказал связать их ноги вместе. У них не было рук, чтобы развязаться, а чтобы они не развязали путы друг другу зубами, он приказал выбить им зубы клепками из бочек. Потом их навалили кучей на корабль. Сверху адмирал велел покрыть их циновками и пальмовыми листьями и, подняв паруса, пустить корабль по ветру к берегу, а сам приказал стрелять по нему. Там было более восьмисот мавров. Маленькую лодку, где был жрец и все уши и руки, он тоже приказал послать под парусами к берегу, запретив стрелять по ней. Корабли эти быстро добрались до берега, а там толпа начала спасать из огня тех, кто ещё был живым, громко оплакивая их».
В книге И. Можейко «Пираты, корсары, рейдеры» автор приводит следующую оценку действиям Васко да Гамы: «Даже на фоне жестокости, царившей в годы, когда горели костры инквизиции в Испании и Нидерландах, когда испанцы избивали инков и майя, эти поступки — явление из ряда вон выходящее. Это не единичный акт мести, а холодная политика. Действия Васко да Гамы нельзя оправдать религиозным рвением или ненавистью к исламу. Известно, что он хорошо обращался с правителем Малинди и с мусульманами из Кочина и Кананора, изъявившими готовность подчиниться. Ненависть его была избирательна, а посему говорить о каких-либо чувствах не приходится. Как-то, когда Васко да Гаме попали в руки несколько индийцев, он решил использовать их в качестве живых мишеней в стрельбе из арбалетов, для чего приказал развесить пленных на реях головами вниз. К нему подбежал один из офицеров и сказал, что эти люди не только не мавры, но даже и не индусы, а те самые местные христиане, которых столь упорно разыскивали португальцы. Васко да Гама велел позвать священника и перед смертью христиан исповедали. Когда каликутский заморин направил послов в Кочин, чтобы открыть глаза союзнику португальцев на их дела, португальцы послов перехватили, отрезали им уши и носы, и на их место пришили собачьи и в таком виде вернули послов обратно».
Через два дня Васко да Гама вновь обстрелял Каликут и принёс морю новые жертвы. Заморин бежал из разрушенного города. Оставив для блокады Каликута семь кораблей под командованием Висенте Содре, да Гама отправился в Кочин. Здесь он догрузил корабли и оставил в новой крепости гарнизон. Заморин с помощью арабских купцов собрал большую флотилию, которая 12 февраля 1503 года выступила навстречу португальцам, снова приближавшимся к Каликуту. Однако артиллерией кораблей лёгкие суда были обращены в бегство.
В октябре 1503 года Васко да Гама вернулся с успехом в Лиссабон. Король, довольный добычей, повысил пенсию адмиралу, однако серьёзного назначения честолюбивому моряку не дал. Только в 1519 году да Гама получил земельные владения и графский титул.

## Между вторым и третьим плаванием в Индию (1503—1524)
После возвращения из второго похода Васко да Гама продолжал разрабатывать планы дальнейшей колонизации Индии, советовал королю создать там морскую полицию. Король учёл его предложения в двенадцати документах (указах) по Индии. В 1505 году король Мануэл I, по совету Васко да Гамы, учредил должность вице-короля Индии. Сменявшие друг друга Франсишку д’Алмейда и Аффонсу д’Албукерки жестокими мерами укрепляли власть Португалии на земле Индии и в Индийском океане. Однако после смерти Албукерки в 1515 году его преемники оказались алчными и неспособными.

## Третье плавание в Индию и смерть (1524)
Получавший всё меньше прибыли новый король Португалии Жуан III решил назначить вторым вице-королём 54-летнего сурового и неподкупного Васко да Гаму. В апреле 1524 года адмирал отплыл из Португалии. Васко да Гаму сопровождали двое сыновей — Эштеван да Гама и Паулу да Гама. Сразу же по прибытии в Индию, Васко да Гама принял твёрдые меры против злоупотреблений колониальной администрации. Умер мореплаватель от малярии 24 декабря 1524 года в Кочине. В 1539 году тело Васко да Гамы было перевезено в Португалию, в графство Видегейра (Алентежу), а в 1880 году перезахоронено в монастыре иеронимитов в Лиссабоне в районе Санта-Мария-де-Белен.

## Потомки
Васко да Гама и его жена Катарина ди Атаиди имели шесть сыновей и дочь:
1. Дон Франсишку да Гама, старший сын, унаследовавший титул 2-го графа Видигейра и 2-го Адмирала Индийского океана. Оставался в Португалии.
2. Дон Эштеван да Гама, сопровождал отца в 3-м плавании в Индию в 1524 году. Капитан Малакки в 1534—1539 годах[K 8]. Губернатор Португальской Индии в 1540—1542 годах.
3. Дон Паулу да Гама, сопровождал отца в 3-м плавании в Индию в 1524 году. Капитан Малакки в 1533—1534 годах. Убит в морском сражении около Малакки.
4. Дон Криштован да Гама, в 1532 году прибыл в Индию вместе с братом Эштеваном, в 1535 снова вернулся в Португалию. В 1538 году присоединился к экспедиции в Диу. Эштеван, уже будучи вице-королём Индии, в 1541 году поручил ему командование кораблём во время рейда по османским военным базам в Суэцком заливе. В 1542 году возглавлял экспедицию в Эфиопию, во время которой был убит.
5. Дон Педру да Силва да Гама, Капитан Малакки в 1548—1552 годах.
6. Дон А́лвару де Атаи́де да Гама, Капитан Малакки в 1552—1554 годах.
7. Дона Изабель ди Атаида да Гама, жена дона Игнасиу де Норонья, сына Антониу, 1-го графа Линьярис.

Мужская линия рода да Гама пресеклась в 1747 году, титул графа Видигейра перешёл через женскую линию.

## Память
- В честь Васко да Гамы назван бразильский футбольный клуб «Васко да Гама».
- В честь Васко да Гамы назван город Васко-да-Гама в Гоа.
- В 1998 широко отмечалось 500-летие первого путешествия Васко да Гамы. 4 апреля в устье Тежу (Лиссабон) был торжественно открыт самый длинный в Европе мост, названный в честь великого мореплавателя.
- Модель футбольного мяча Adidas Roteiro, являвшаяся официальной для Чемпионата Европы по футболу 2004 года, названа в честь судового журнала на корабле Васко да Гамы.
- Имя Васко да Гамы носил единственный португальский броненосец.
- В Лиссабонской церкви Святой Энграсии, имеющей статус Национального пантеона Португалии, наряду с другими прославленными мореплавателями Португалии Васко да Гаме установлен кенотаф.
- В 1935 г. в честь Васко да Гамы назван кратер на Луне.
- В 2012 г. Европейским научно-промышленным консорциумом учреждена Золотая медаль имени Васко да Гамы (Medal «European scientific and industrial consortia — Vasco da Gama»), которую вручают учёным за выдающиеся достижения в области географических наук[29].

## Васко да Гама в коллекционировании

### В бонистике
- На банкноте в 500 эскудо образца 1922 года из Португалии изображен портрет Васко да Гамы и его флотилия во время его первого путешествия в Индию в 1497—1499 годах.
- 50-рупийная банкнота Португальской Индии 1945 года выпуска тоже с портретом славного мореплавателя
- В 1995 году Банк Португалии выпустил банкноту номиналом 5000 эскудо с портретом великого португальца.
- В 2014 году Земля Мэри Бэрд (Западная Антарктика) выпустила банкноту достоинством 100 долларов.

### В нумизматике
Монеты с портретом Васко да Гамы
- Португальский монетный двор выпустил монету номиналом 2,5 экю в 1995 году.
- В Сан-Марино в 1997 году выпущена в оборот монета номиналом 5000 лир.
- В 2016 году Новозеландский монетный двор выпустил серебряную монету. На монете запечатлен момент высадки Васко да Гамы в Каликуте Индия 20 мая 1498 года.
- На острове Мэн в 1998/99 гг. вышла монета номиналом 1 крона.
- В рамках серии «Великие исследователи» на островах Кука в 1988 году выпущена монета 50 долларов.
- Сан-Томе и Принсипи выпускает монету в 1990 году номиналом 1000 добр.
- Монета 100 шиллингов Сомали в 2003 году.
- 25 рупий Сейшельских островов в 1995 году.
- Золотые памятные монеты «VASCO DA GAMA» изготовлены Чешским монетным двором для островного государства Ниуэ в июне 2006 году.

### В филателии
- В 1990 году Болгария выпустила марку номиналом 8 стотинок.
- Португалия в 1969 году выпустила набор из 4 марок к 500-летию со дня рождения Васко да Гамы.

## Образ в искусстве
- «Лузиады» — поэтическая эпопея Камоэнса.
- «Васко да Гама» — симфоническая ода с хорами Жоржа Бизе (1860 год).
- «Васко да Гама» — первоначальное название оперы Джакомо Мейербера «Африканка».

В архитектуре
- Мост Ва́ско да Га́ма
- Башня Васко да Гама

В кино
- 2003 год — Васко да Гама. В поисках островов пряностей / Vasco Da Gama. The Quest for the Spice Islands (реж. Эйке Шмитц / Eike Schmitz), документальный фильм[30].

В музыке
- Vasco da Gama — песня Schokk & Oxxxymiron (ft. Automatikk)[31]

## Комментарии
1. ↑  Можно встретить, что Васко да Гама родился в Видигейра. Это неверно — информация основывается на факте, что король пожаловал Васко да Гама титул 1-го графа Видигейра
2. ↑  В отличие от семьи Содре, служившей Ордену Христа, семья да Гама поддерживала другой рыцарский орден — Орден Сантьяго. После открытия морского пути в Индию между орденами возник спор по вопросу о том, кого из них Васко да Гама поддерживал. Существует неподтверждённая легенда, что Васко да Гама отплыл в 1497 году из Португалии под флагами Ордена Сантьяго, но, как только корабли отошли от берегов, приказал сменить их на флаги Ордена Христа.
3. ↑  На карте не отмечена остановка у острова Мозамбик.
4. ↑  Первые нанятые лоцманы при первой же возможности сбежали от португальцев.
5. ↑  Разные источники указывают разные даты
6. ↑  Сын родного брата Васко да Гама — Эйреса да Гама
7. ↑  Родной дядя Васко да Гама — брат Изабель Содре
8. ↑  Первые два года разделял должность капитана со своим братом — Паулу да Гама

### На других языках
- Ames, Glenn J. Vasco da Gama: Renaissance Crusader. — Longman, 2004. — ISBN 978-0-321-09282-3.
- Fernández-Armesto, Felipe. Pathfinders: A Global History of Exploration. — W.W. Norton, 2006. — ISBN 978-0-393-06259-5.
- Jayne, Kingsley Garland. Vasco Da Gama and His Successors 1460 to 1580. — London: Meuthen & Co. Ltd, 1910. — 432 p.
- Sanjay Subrahmanyam. The Career and Legend of Vasco da Gama. — USA: Cambridge University Press., 1997. — 428 p. — ISBN 978-0521470728.